# 屋顶

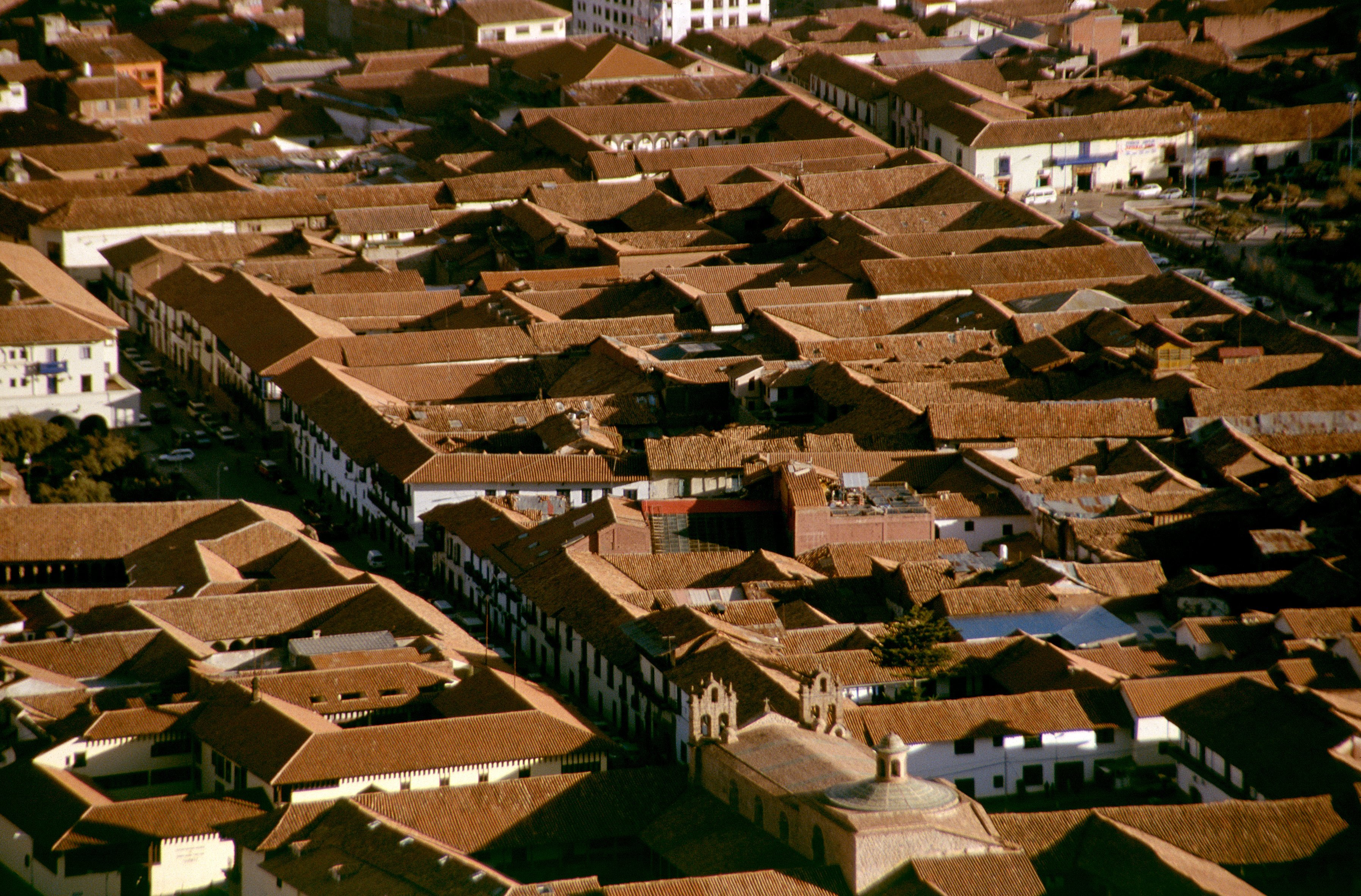
屋頂

屋顶是建筑的普遍构成元素之一，主要目的适用于防水，有平顶和坡顶之分，干旱地区房屋多用平顶，湿润地区多用坡顶。坡顶又分为单坡、双坡、四坡等。
在中国古代，屋顶除了实用功能之外，还肩负了很多等级礼制的使命。庑殿顶、歇山顶、悬山顶、硬山顶各有其使用的规则。

## 屋頂作業安全規範

### 台灣
- 中華民國勞動部規定，在屋頂作業有下列的規範。[1]
  - 1.作業時配戴安全帶及安全子索
  - 2.兩公尺以上的屋頂及建築施工必須要有設置施工架、護欄、安全網
  - 3.坡度高於三十四度的屋頂必須要有設置施工架、護欄、安全網
  - 4.石綿、木頭、塑膠。。。脆弱材質的屋頂必須架設施工板其寬度三十公分以上。

## 註解
1. ↑   （页面存档备份，存于）104年度屋頂作業施工安全觀摩會1勞動部職業安全衛生署社團法人中華民國工業安全衛生協會 屋頂作業安全相關法規何明信，高雄市勞工局勞動檢查處